# اسپلوس
اسپلوس (به اسپانیایی: Esplús) یک شهرداری در اسپانیا است که در استان اوئسکا واقع شده‌است.

## خصوصیات
اسپلوس ۶۸ کیلومترمربع مساحت و ۷۳۳ نفر جمعیت دارد.